# أولاد علي (قبيلة)

أولاد علي، قبيلة عربية تابعة لاتحادية قبائل الشاوية بالمغرب، وترجع أصول سكانها إلى العرب، وتقع مجالاتهم حول مدينة الكارة، وتحدهم في الشمال قبيلة الزيايدة وأولاد زيان، وفي الغرب قبيلة أولاد حريز، وفي الشرق قبائل زعير، وفي الجنوب قبيلة مزاب والاعشاش، وأرض أولاد علي فلاحية تتميز بالحمرة وتسمى الحمري، وفيها غابات رائعة، وتجري فيها أنهار منها وادي زمران، ووادي الداها، ووادي المالح، ووادي العطاش، ووادي الدالية، وعليها سدود قديمة وخاصة وادي عيادة ووادي بوعسيلة، وفيها عيون مائية كثيرة ومنها :
§ عين بلخدة
§ عين زيوانة
§ عين احلاليفة
§ عين مكون
§ عين الغيدة
§ عين الرفاخة